# انجیلی (آیدین‌تپه)
انجیلی {{ترکی|İncili) (به ارمنی: Արտոստ) (به کردی: Ardûste) یک منطقهٔ مسکونی در ترکیه است که در آیدین‌تپه واقع شده‌است. انجیلی ۲۸۷ نفر جمعیت دارد.